# Garrotxa

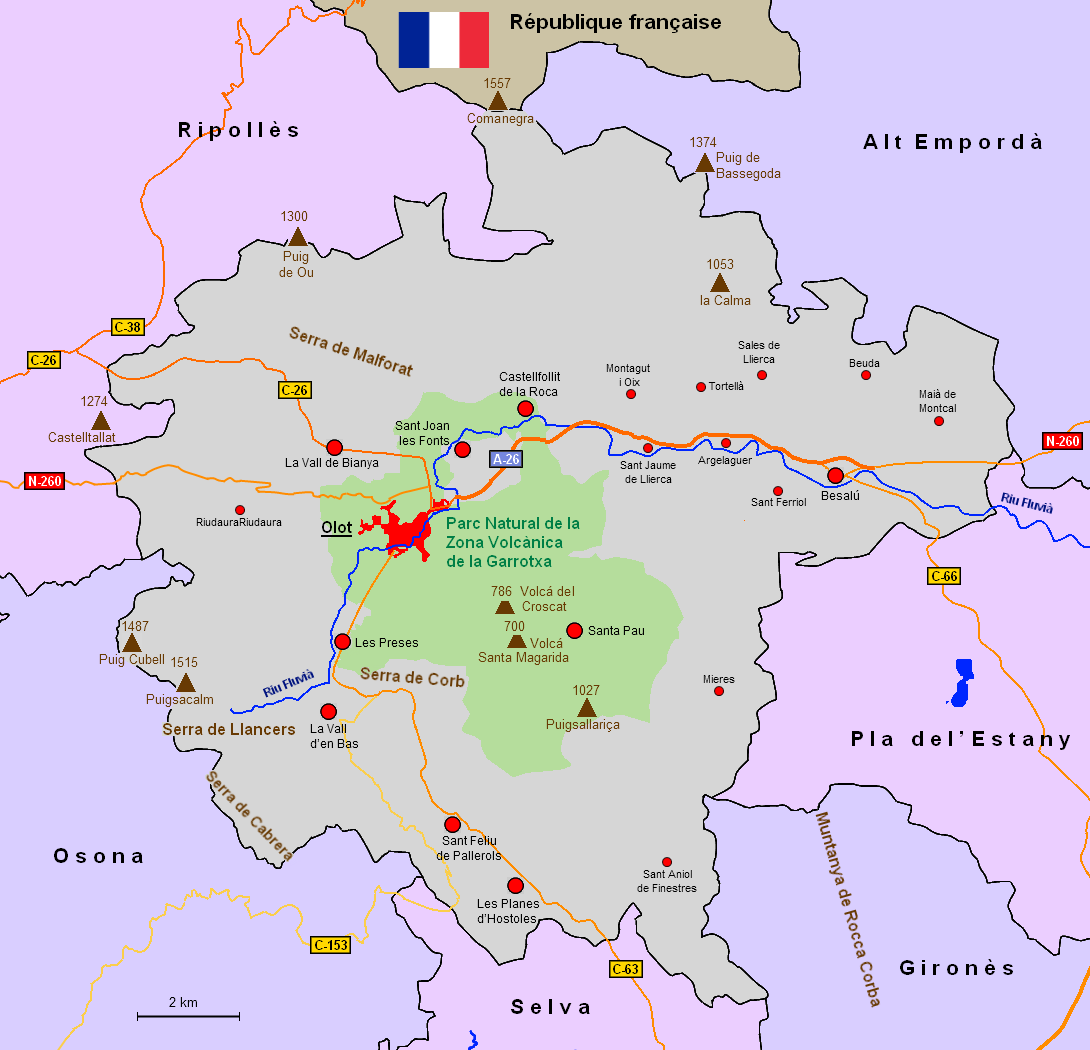
Karte der Comarca Garrotxa

Die Comarca Garrotxa liegt in der Provinz Girona der Autonomen Gemeinschaft von Katalonien (Spanien). Der Gemeindeverband hat eine Fläche von 733,80 km² und 59.750 Einwohner (2022).

## Lage
Der Gemeindeverband liegt im östlichen Teil Kataloniens, nordwestlich der Provinz-Hauptstadt Girona. Er grenzt im Nordosten an die Comarca Alt Empordà, im Osten an Pla de l’Estany, im Südosten an Gironès, im Süden an Selva, im Südwesten an Osona, im Nordwesten an Ripollès und im äußersten Norden an die Republik Frankreich. Zusammen mit den Comarcas Alt Empordà, Baix Empordà, Gironès, Pla de l’Estany, Selva und Ripollès bildet die Region das Territorium Comarques gironines. Etwa 150 km südwestlich liegt Barcelona.
Der Landkreis liegt in den Pyrenäen und kann getrennt durch den Fluss Fluvià in zwei landschaftliche Zonen eingeteilt werden: Die Alta Garrotxa (dt.: Obere Garrotxa), im westlichen und nördlichen Teil bildet ein schroffes, felsiges und unwegsames Gebiet mit Schluchten, Erdspalten und Höhlen. Das Becken des Fluvià und seiner Zuflüsse im südöstlichen Teil der Comarca bilden die Baixa Garrotxa (dt.: Untere Garrotxa), mit Weiden, Wäldern und Bächen.
Im Zentrum des Kreises liegt auch der Naturschutzpark Vulkane der Garrotxa, eine Landschaft mit mehr als vierzig bewaldeten Vulkanen, deren Kraterränder zwischen 10 und 160 m in die Höhe ragen. Der Durchmesser der Krater variiert von 300 bis 1.500 m. Vor etwa 11.500 Jahren brach der Vulkan Croscat letztmals aus. 1985 wurde die Vulkanzone vom katalanischen Parlament zum Naturpark erklärt.

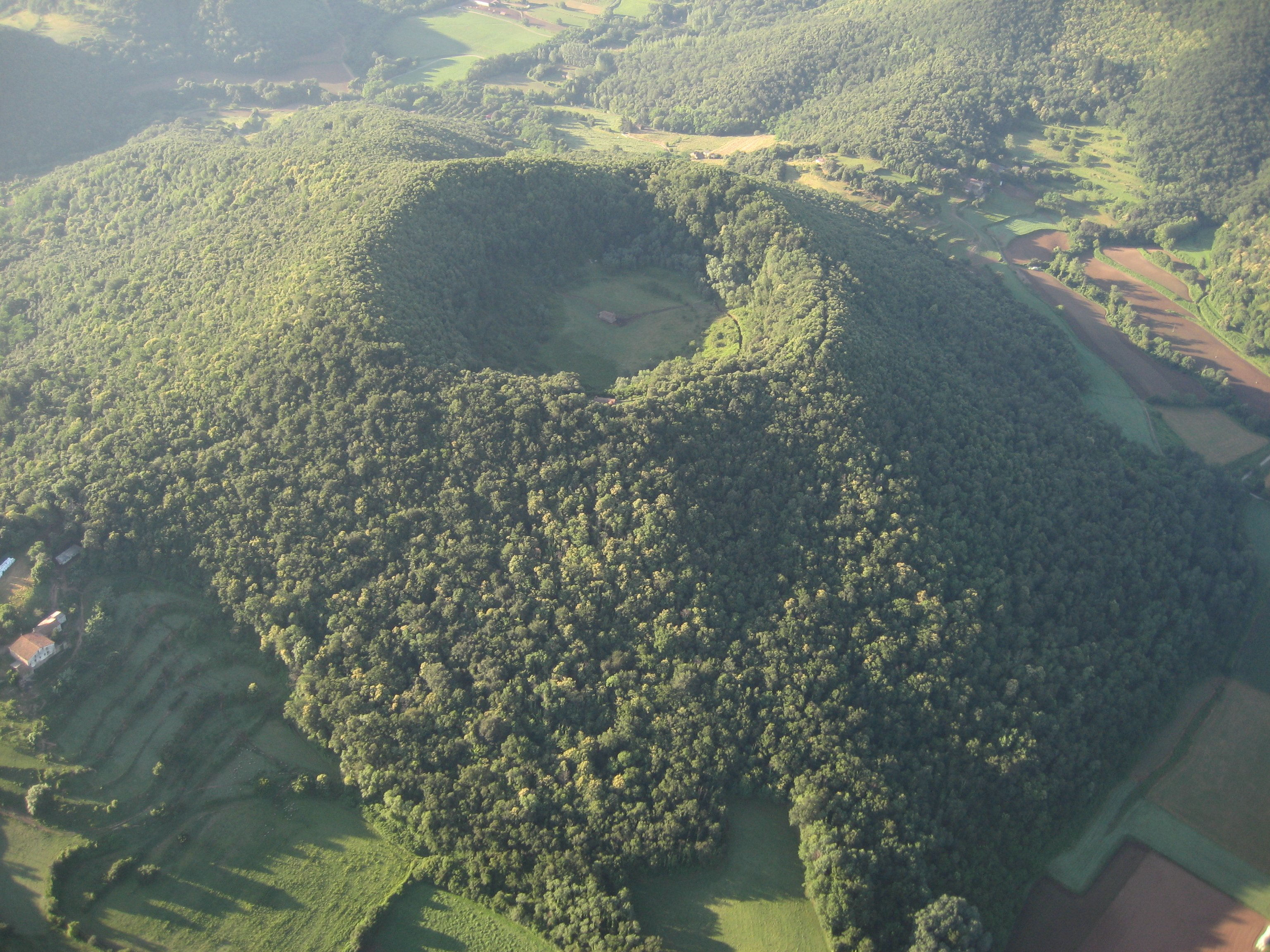
Vulkan Santa Margarida

## Vegetation
Vorherrschende Bäume sind Eichen, Korkeichen, Steineichen und Buchen.

## Wirtschaft
Der wichtigste Wirtschaftszweig ist die Viehzucht, vor allem die Haltung von Rindern auf Weiden, aber auch von Schweinen und Schafen. Industriebetriebe der Textil-, Fleischwaren-, Papier- und Lederindustrie haben sich in der Comarca angesiedelt.

## Gemeinden
| Gemeinde                 | Einwohner (2024) | Fläche km² | Dichte Einw./km² | Cod INE | Postleitzahl |
| ------------------------ | ---------------- | ---------- | ---------------- | ------- | ------------ |
| Argelaguer               | 452              | 12,72      | 36               | 17010   | 17853        |
| Besalú                   | 2.583            | 4,77       | 542              | 17019   | 17850        |
| Beuda                    | 204              | 35,53      | 6                | 17021   | 17850        |
| Castellfollit de la Roca | 957              | 0,67       | 1.428            | 17046   | 17856        |
| Maià de Montcal          | 491              | 16,88      | 29               | 17098   | 17851        |
| Mieres                   | 349              | 26,12      | 13               | 17105   | 17830        |
| Montagut i Oix           | 1.000            | 93,69      | 11               | 17109   | 17855        |
| Olot                     | 38.822           | 29,07      | 1.335            | 17114   | 17800        |
| Les Planes d’Hostoles    | 1.746            | 36,97      | 47               | 17133   | 17172        |
| Les Preses               | 1.925            | 9,43       | 204              | 17139   | 17178        |
| Riudaura                 | 529              | 24,10      | 22               | 17149   | 17179        |
| Sales de Llierca         | 158              | 36,29      | 4                | 17154   | 17853        |
| Sant Aniol de Finestres  | 372              | 47,56      | 8                | 17183   | 17154        |
| Sant Feliu de Pallerols  | 1.692            | 34,99      | 48               | 17161   | 17174        |
| Sant Ferriol             | 233              | 41,69      | 6                | 17162   | 17850        |
| Sant Jaume de Llierca    | 849              | 7,11       | 119              | 17165   | 17854        |
| Sant Joan les Fonts      | 3.111            | 31,98      | 97               | 17185   | 17857        |
| Santa Pau                | 1.611            | 48,84      | 33               | 17184   | 17811        |
| Tortellà                 | 828              | 10,93      | 76               | 17200   | 17853        |
| La Vall d’en Bas         | 3.219            | 90,61      | 36               | 17207   | 17176        |
| La Vall de Bianya        | 1.350            | 93,85      | 14               | 17208   | 17813, 17858 |
| Comarca Garrotxa         | 62.481           | 733,80     | 85               | –       | –            |